# Sapezal
Sapezal är en kommun i Brasilien.   Den ligger i delstaten Mato Grosso, i den centrala delen av landet, 1 200 km väster om huvudstaden Brasília. Antalet invånare är 18 080. Arean är 13 597 kvadratkilometer.
Terrängen i Sapezal är platt österut, men västerut är den kuperad.
Trakten runt Sapezal består till största delen av jordbruksmark. Trakten runt Sapezal är nära nog obefolkad, med mindre än två invånare per kvadratkilometer.